# Đông Phong, Liêu Nguyên
Đông Phong (chữ Hán giản thể: 东丰县) là một huyện thuộc địa cấp thị Liêu Nguyên, tỉnh Cát Lâm, Cộng hòa Nhân dân Trung Hoa. Huyện này có diện tích 2522 ki-lô-mét vuông, dân số 410.000 người. Mã số bưu chính là 136300. Chính quyền huyện đóng ở trấn Đông Phong. Về mặt hành chính, huyện này được chia thành 12 trấn, 1 hương và 1 hương dân tộc.
- Trấn: Đông Phong, Đại Dương, Hoành Đạo Hà, Na Đan Bách, Hầu Thạch, Dương Mộc Lâm, Tiểu Tứ Bình, Hoàng Hà, Lạp Lạp Hà, Sa Hà, Nam Đồn Cơ, Đại Hưng.
- Hương: Nhị Long Sơn.
- Hương dân tộc Triều Tiên và dân tộc Mãn Tam Hợp.